# Staunings flygplats
Staunings flygplats är en flygplats i Danmark.   Den ligger i Ringkøbing-Skjern Kommune och Region Mittjylland, i den västra delen av landet. Staunings flygplats ligger 5 meter över havet.